# Porzellanfabrik Zeh, Scherzer & Co.
Die Porzellanfabrik Zeh, Scherzer & Co. war ein Porzellanhersteller in Rehau (Oberfranken), der zwischen 1880 und 1992 bestand und vor allem für sein Gebrauchsgeschirr und seine kunstvollen Porzellanartikel bekannt war.

## Geschichte
Gegründet wurde die Porzellanfabrik 1880 als Porzellanfabrik Zeh, Scherzer & Cie. auf Initiative von Johann Nicol Adam Zeh, genannt Hans, als offene Handelsgesellschaft. Mitgründer waren Johann Michael Scherzer jun., Georg Adam Winterling, Johann Nicol Jacob jun., Johann Andreas Karl Wölfel, Johann Paulus Hertel. 1910 erfolgte eine Umwandlung in eine Aktiengesellschaft, die über 70 Prozent ihrer Produktion in die USA exportierte und sich zu einer der größten Porzellan-Exporteure Bayerns entwickelte.
Zeitweilig waren in zwei Fabriken ca. 1000 Angestellte beschäftigt. 1992 wurde die Porzellanfabrik aufgelöst. Sie wurde von dem Finanzinvestor Allerthal-Werke unter dem Namen Scherzer & Co. AG übernommen. 

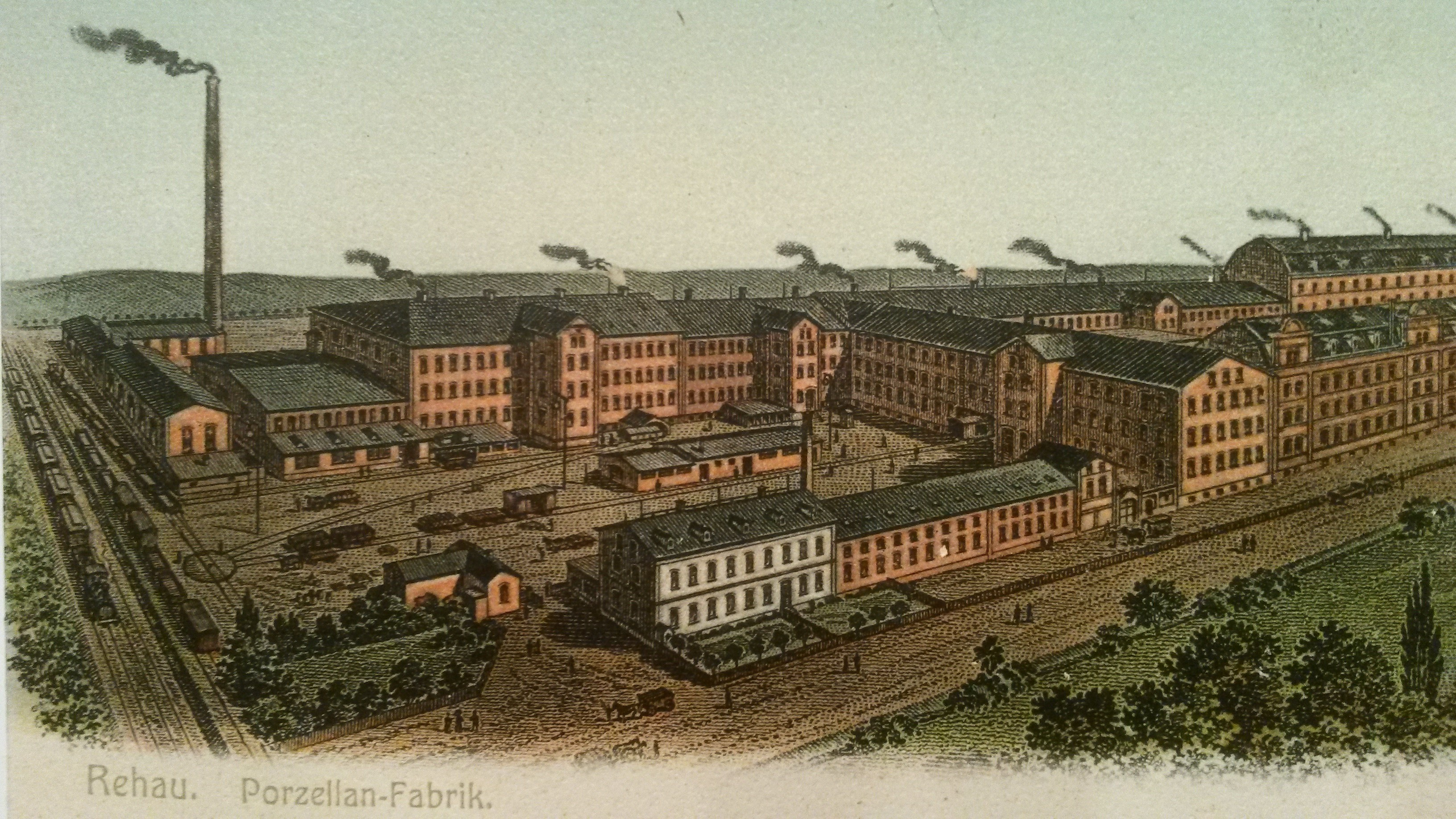
Fabrikgebäude in Rehau um 1900

## Produkte
Neben der Herstellung von Gebrauchsgeschirr wurden in einer Kunstabteilung Ziergegenstände wie Vasen, Figuren und Bonbonieren gefertigt. Die Marke „ZehScherzer“ wird auch heute noch in Sammlerkreisen geschätzt.